# Третья авеню
Третья авеню (англ. Third Avenue) — улица, проходящая по району Ист-Сайд боро Манхэттен и в Южном Бронксе. Третья авеню начинается с Купер-сквера в Нижнем Манхэттене, непрерывно продолжается до моста Третьей авеню, идёт через Южный Бронкс и заканчивается пересечением с магистралью Фордем-роуд. Третья авеню является одной из четырёх улиц, формирующих Хаб, социокультурное ядро Южного Бронкса.

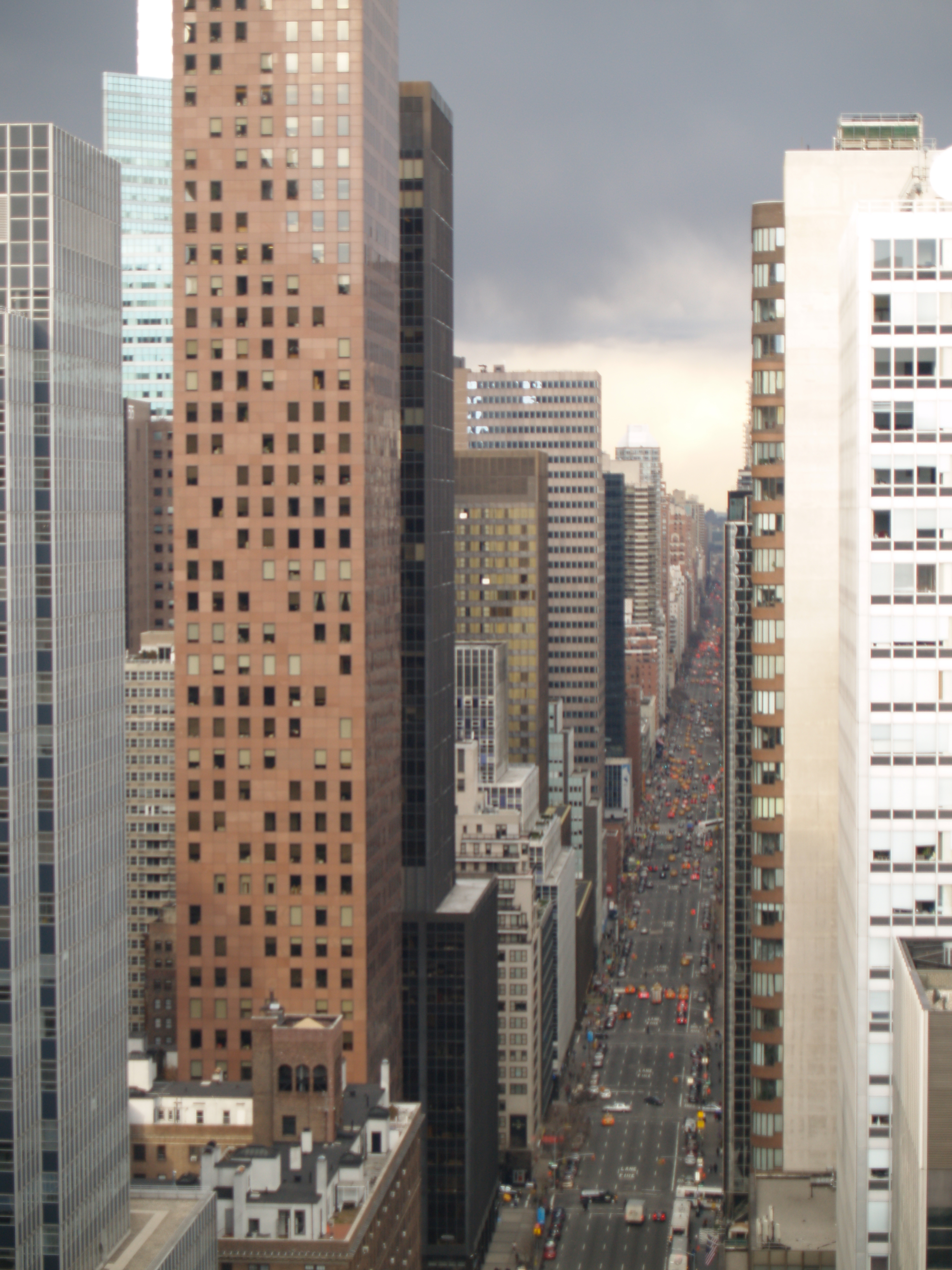
Вид на авеню в южном направлении на Манхэттене

На участке от Купер-сквера до 24-й улицы Третья авеню с июля 1960 года является двусторонней. Затем вплоть до моста Третьей авеню движение на улице становится односторонним и направлено с юга на север. Движение по мосту также одностороннее, но направлено с севера на юг. В Бронксе Третья авеню на всём своём протяжении является двусторонней.
Третья авеню не была полностью замощена ещё в середине XIX века. Так, в мае 1861 года газета The New York Times писала об учебном марше 7-го добровольческого пехотного полка:

Люди были не в униформе, но в очень плохой одежде — у многих в качестве обуви были шлёпанцы. Более поразительной была деловитость, с которой они стремительно маршировали через глубокие лужи Третьей авеню.
Оригинальный текст (англ.)The men were not in uniform, but very poorly dressed, — in many cases with flip-flap shoes. The business-like air with which they marched rapidly through the deep mud of the Third-avenue was the more remarkable.

В XIX веке вдоль Третьей авеню была проложена эстакадная железная дорога. Она действовала с 1878 до 1955 года на Манхэттене и до 1973 года в Бронксе. В середине XX века активисты предложили переименовать авеню в Буэри (англ. Bouwerie). Однако улица никогда не являлась частью района Бауэри, и предложение не нашло широкой поддержки.